# Balong (Balong)
Balong is een bestuurslaag in het regentschap Ponorogo van de provincie Oost-Java, Indonesië. Balong telt 3680 inwoners (volkstelling 2010).